# Мегала Метеора
39°42′51″ пн. ш. 21°37′37″ сх. д. / 39.71417° пн. ш. 21.62694° сх. д.
Мега́ла Мете́ора (грец. Μεγάλο Μετέωρο), Великий Мете́ор або Преображенський монастир — найбільший і найдавніший православний монастир серед метеорських, заснований з початком XIV століття монахом Афанасієм на одній із скель Фессалії недалеко містечка Кастракі у номі Трикала, Греція.
До вершини скелі ведуть 154 сходинки. Перші будівлі, які зустрічаються на шляху — це замок із балконом та колишній монастирський склад. Нещодавно у приміщенні складу відкрито фольклорний музей, де зібрано давні знаряддя та посуд обителі. Трохи вище від фольклорного музею знаходиться Собор. Також поблизу знаходиться вівтар та лікарня, що розташована навпроти нього. По правий бік від Собору знаходяться дві каплиці.
Мегала Метеора являє собою комплекс будівель післявізантійського періоду, що понині залишились неушкодженими і створюють повноцінну картину побуту давнього монастиря.

## Історія монастиря

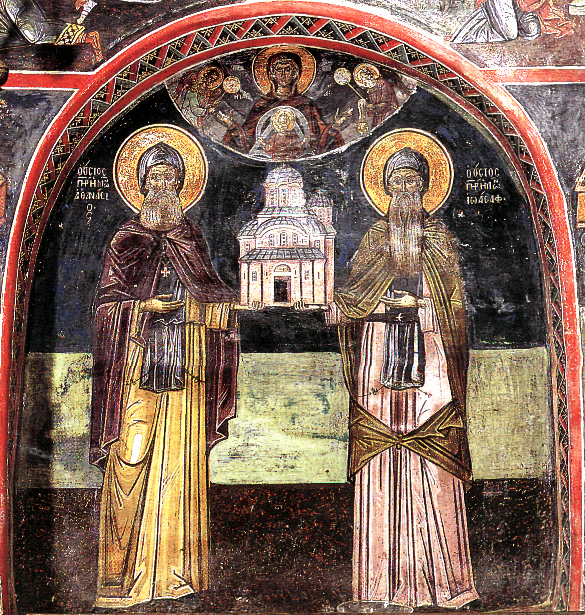
Засновники монастиря святий Афанасій Метеорський та святий Йосаф

Монастир заснував святий Афанасій Метеорський (1302 —1383), що походив із Іпат у Фтіотиді. Він був людиною надзвичайно освіченою — свою освіту він здобув у Салоніках та Константинополі — найвизначніших центрах Візантійської імперії. Ще замолоду Афанасій втік до Афону та оселився у скиті монастиря Івірон, але часті напади розбійників змусили його залишити монастир із духовним отцем, старцем Григорієм. Обидва монахи послухали пораду сербського єпископа Якова і сховались на Метеорі близько 1340 року. Спочатку вони оселились у житлах метеорських пустельників, що й досі знаходяться перед входом до монастиря (ліворуч від сходинок).
Чутки про монаха Афанасія швидко поширились  — за перші 10 років багато молоді піднялось на скелю, щоб усамітнитись. Тоді брати разом вирішили заснувати перше метеорське братство — кіновію — за зразком чернецтва на Святому Афоні. Учень та наступник Афанасія Іоасаф Метеорит вважається другим засновником монастиря. Іоанн — (так його звали у миру) був сином правителя Епіру та Фессалії Симеона Сініша Палеолога, пізніше архієпископа Фессалії, нащадка сербської династії Неманичів. Іоанн став спадкоємцем батька у 1370 році. Проте на той час він уже був учнем Афанасія Метеорського, через рік залишив престол і у 1373 році оселився у монастирі «Великий Метеор» під іменем монаха Іоасафа. Як другий засновник монастиря, він зробив великий внесок у створення архітектурної програми. Також він зібрав багато дарів, серед яких і дари Марії,сестри Іоасафа (дружини володаря Епіру). Образ Марії Палеолог втілено в іконі Богоматері, що й донині зберігається у музеї монастиря.
У середині XVI століття монастир став незалежним завдяки інтересу, який проявив Константинопольський патріарх Єремія I. З цього часу починається новий визначний період, який пов'язують із монахом Симеоном, що розширив Собор монастиря, вівтар та побудував низку малих будівель монастиря.
Мегала Метеора — результат послідовної праці трьох значних фігур: святого Афанасія, Іоасафа та ігумена Симеона.
Великий Метеор впродовж 600 років своєї історії зазнавав численних нападів та грабунків, а у 1633 році пожежа майже повністю знищила обитель.

## Преображенський собор

### Архітектура

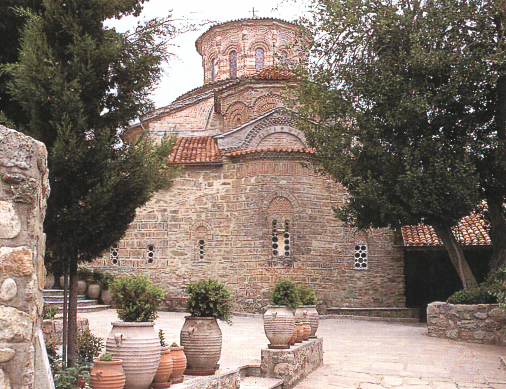
Східна стіна Преображенського Собору

Собор монастиря Мегала Метеора — це підсумок поєднання трьох різних етапів будівництва:
- давній храм Святого Афанасія;
- храм, який побудував наступник Йосаф;
- храм, відбудований 1545 року ігуменом  Симеоном.[3]

Східна стіна храму виглядає так: візантійська кладка та склепіння з двома куполами, арками та похилими дахами. Зовнішніми особливостями храму є кладка стін квадратними каменями, оточеними цеглинами через ряд. Ці тонкі цеглини також оточують арки над вікнами, що закінчуються зубцями та керамічно-пластичними прикрасами.
На мармуровій плиті на місці маленької колони арки вікна є напис про реставрацію храму, виконану ігуменом Йосафом:
|  | «1388 року храм Господа Бога Ісуса Христа відреставровано монахом Йосафом.» Оригінальний текст (гр.) ET(OYC) ζΩγζ / ANOIKO/ΔOMHΘH / O ΠANCE/ΠTOΣ OYTOΣ/NAOCTOY/K(YPIO)Y HMΩN/I(HCO)Y X(PICTO)Y ΔΙ/A CHNΔPOM(HC) / YOY TIMIΩT(A)T(OY) / EN MONAXOIOΣ / IΩACAΦ. |

На північній стіні збереглась єдина повна сцена Другого Пришестя, що належить до періоду першого оформлення Собору за часів святого Афанасія. Зліва від входу викарбувано напис про будівництво храму у 1544—1545 роках під проводом ігумена Симеона.

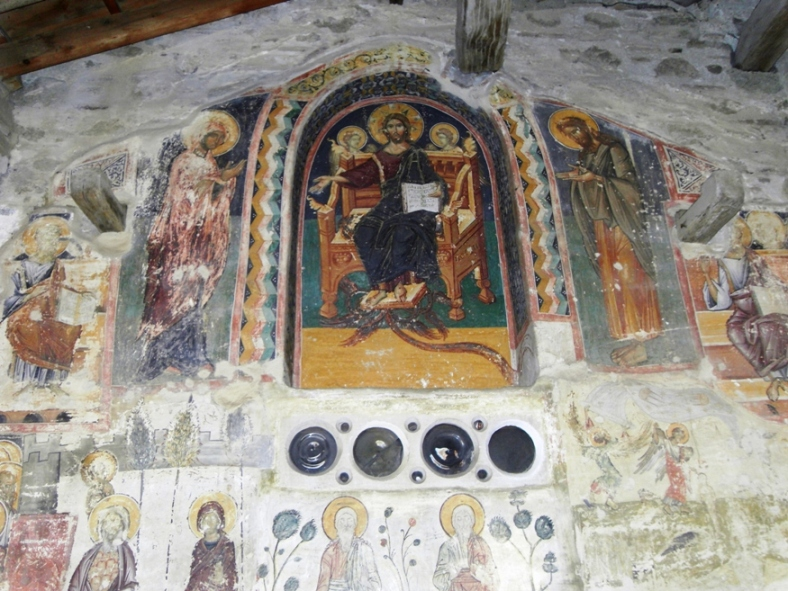
Друге Пришестя

|  | «Побудовано цей шанований храм Преображення нашого Господа Бога Ісуса Христа на внески та зусиллями братів обителі у 1545.» Оригінальний текст (гр.) ET(OYC) +ANOIKOΔOMHΘH O/ΠANCEΠTOΣ OYTOΣ NAOC THC META/MOPΦΩCEΩΣ TOY K(YPIO)Y HMΩN I(HCO)Y X(PICTO)Y/ ΔΙA C(HN)ΔPOMHC KAI KOΠOY TΩN Π(AP)EYPICKO/MENΩN AΔΕΛΦΩΝ/ETOYC ,ΖΝΓ' (1545). |

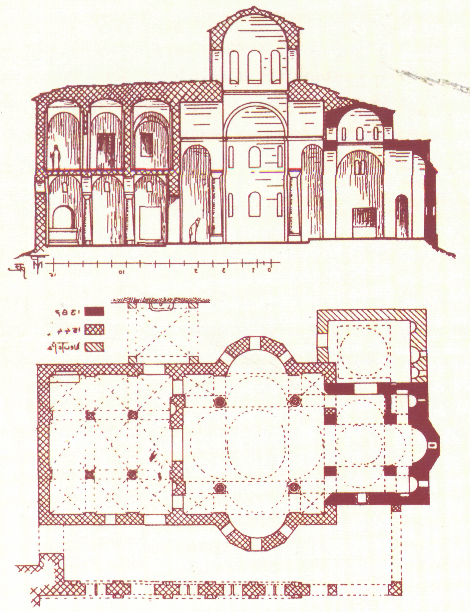
Розріз та план Преображенського Собору

Нава Собору поєднана з основним храмом через три двері, з яких середня вище двох інших (трикупольний хрещатий храм зі склепіннями). Купол спирається на 4 колони, вкриті фресками. У сучасну пору, вівтар має такий самий вигляд, як і за часів Йосафа. Його неодноразово розширювали через перманентно зростаючу кількість монахів в обителі. Купол старого собору видно не звідусіль, а західна частина проникає під дах основного храму. Нижні частини вівтаря належать до першого храму, побудованого за часів святого Афанасія Метеорського.

### Живописне оздоблення
Живописне оздоблення Собору також виконувалось у три етапи, щоправда з великими перервами один від одного. У перший етап створено розпис храму (це було приблизно у 1388 році). Єдиною сценою, що збереглась з тих часів є Друге пришестя на зовнішній стороні північної стіни старого собору. Основу композиції складає Христос-Критський під склепінням, оточений двома янголами. Зліва та зправа під зводом Богоматір та Попередник, що благають Христа про спасіння людства. У центрі — фігури апостолів, які сидять на прямокутній лаві. На двох нижніх поясах композиції зображено Рай та Пекло із праведниками та грішниками відповідно. У дверях, що були побудовані у XVI столітті, зображено Прабатьків.
У другому етапі оздоблення храму у 1483 році виконано настінні фрески старого Собору, що після розширень являє собою вівтар нового храму Преображення. Усі фрески, окрім фресок на куполі та арці, належать до 3-го етапу (1552 р.). Напис на північній стіні храму вказує:
|  | «Зведений з фундаменту та побудований цей божественний та шанований храм Господа Бога Ісуса Христа зусиллями та на кошт його преосвященства отця святого Афанасія та святого Йосафа у 1387/8 році, які є також його засновниками, оздоблення храму було здійснено зусиллями та на кошти меншого брата у місяці листопаді 1438 року.» Оригінальний текст (гр.) ET(OYC) +ΑΝΙΓΕΡΘΗ ΕΚ ΒΑΘΡΩΝ ΘΕMEΛΙON, Κ(ΑΙ) ANIKOΔOMHΘ(H)/O ΘEIOC KAI Π(ΑΝ)СΕΠΤΩС ΝΑΩС ΟΥΤ(O)C • TOY K(YPIO)Y Κ(ΑΙ)ΘTIOC Κ(ΑΙ) C(ΩYH)POC HMΩN, /I(HCO)Y X(PICTO)Y • ΔΙΑ KOΠOY Κ(ΑΙ) EΞOΔOY TΩN OCI(ΩN) Π(ATE)PΩN HMΩN • AΘANACIOY Κ(ΑΙ) IΩACAΦ •/EN ET(I) ζώΩώΰζ (1387/8)• O(I) Κ(ΑΙ) KTITΩPEΣ • ANICTIPIΘ(I) • ΔIA CHNΔPOM(HC) Κ(ΑΙ) /KOΠOY T(ON) EΛAXICTO(ON) AΔEΛΦ(ΩN) • ET(OYC) (1483) IN(ΔIKTIΩNOC)B • MHNI NOEMBPIΩKA. |

У центрі купола Всевишній, оточений ангельськими силами, пророками та євангелістами. Під аркою святилища зображено Богоматір із малюком. Чотири сцени із життя Христа змальовано на стінах храму: Вознесіння, П'ятидесятниця, Дивовижне рибальство та Стрітення. У приміщеннях та під склепіннями основного храму представлено 12 сцен: Різдво, Таємна вечеря — у південному приміщенні, Розп'яття та Воскресіння — у північному. Преображення знаходиться у внутрішньому куполі входа. Стрітення та Камінь — у південному та північному куполі. На наступному поясі старого Собору зображено Благовіщення, на західній стороні колон святилища — сцени мучеництв Христа: Молитва у Гефсиманії, Зрада Юди, Відмова Петра, Зустріч Христа із Самарянкою, Плач та ін.
На найнижчому поясі зображені фігури святих виключно чоловічої статі, окрім святої Олени у композиції, що присвячена їй та святому Костянтину (праворуч та ліворуч від Христа відповідно). Відсутність жіночих образів більшість дослідників пов'язують із тим, що Преображенський собор монастиря Мегала Метеора, заснованого за зразком Афонських, діяв як храм, який дозволено було відвідувати лише чоловікам.

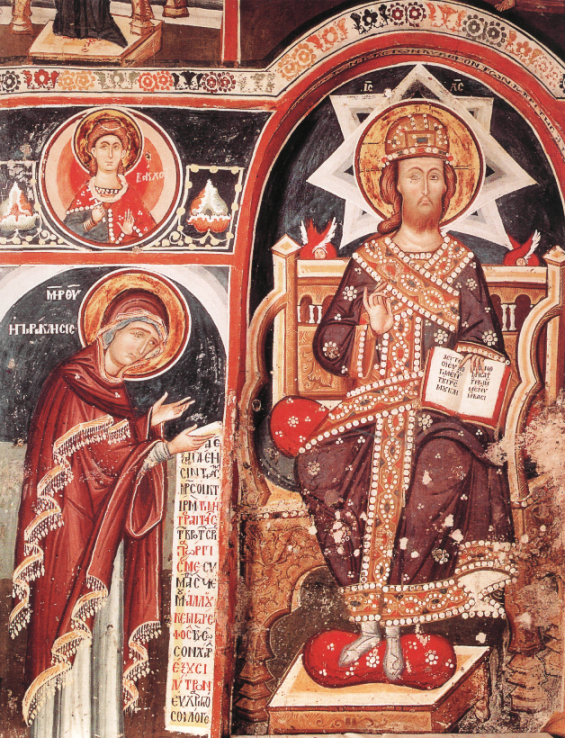
«Царська молитва»

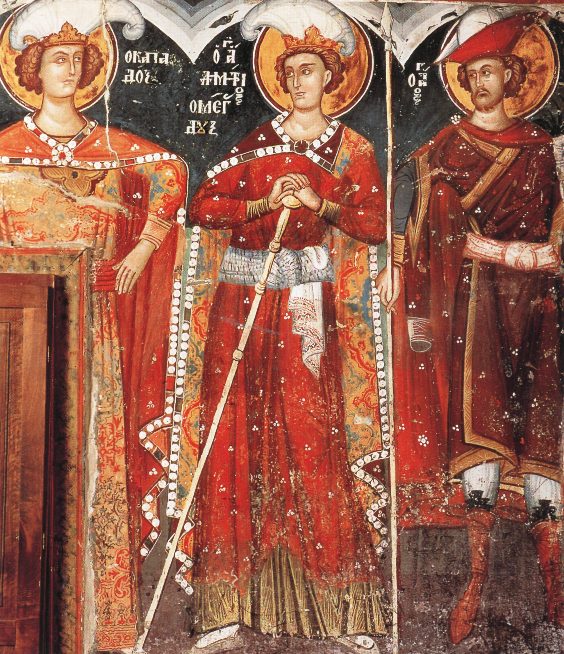
Святі Георгій Каппадокс, Димитрій Великий Дукс та Нестор

Композиція «Царська молитва» виглядає так — Христос у аристократичному одязі, сидячи на троні, із Богоматір'ю у образі Прошення зображені на західній стіні, яка відділяє приміщення дияконів від основного храму. Попередник предстає на південній стіні. Композиція розширюється воїнами-святими поряд із Попередником, Феодором із Тир та Феодором Стратилатисом, Георгієм Каппадоксом, Димитрієм Великим Дуксом та Нестором у коштовних одежах принців та екзотичних голових уборах. Вважається, що цей розпис створено від впливом робіт Феофана Стрелітзаса у монастирі Святого Миколая.
Настінні фрески старого собору Великого Метеора створювались упродовж 30-ти років майстрами однієї художньої майстерні, що працювали над іконописом храмів у Фессалії, Західній Македонії, Сербії, Болгарії. Особливі риси та якість живопису свідчать про те, що вони отримали добру художню підготовку, найімовірніше у Касторії. Сусідство «майстерні Касторії» із прибережною місцевістю Далмації, що знаходилась під владою венеційців, звідки майстри мали змогу спілкуватись із західними колегами.
Після реставрації храму Преображення у 1545 році, новий храм та неф прикрасились новими фресками у 1552 році. Значні площі, які з'явились у результаті розширення 1545 р. дозволили розквітнути багатій іконописній програмі. Центр оздоблення основного храму являє купол із зображенням Всемогутнього. У чотирьох кутах — євангелісти. Основу іконописної програми становлять 4 сцени: Преображення, Розп'яття та Зняття Ісуса з хреста, Воскресіння. Навколо цих грандіозних сцен розташовані численні мініатюрні сцени з життя Христа.
Композиції нового Собору зображені вільно на поверхнях — з однієї сторони, а з іншої — вони наслідують традицію тонкого, навіть загостреного, зображення живописних образів. Незважаючи на багатоплановість сцен та великі поверхні, вони дуже гармонійні та цілком зрозумілі, добре сплановані, навіть витончені.

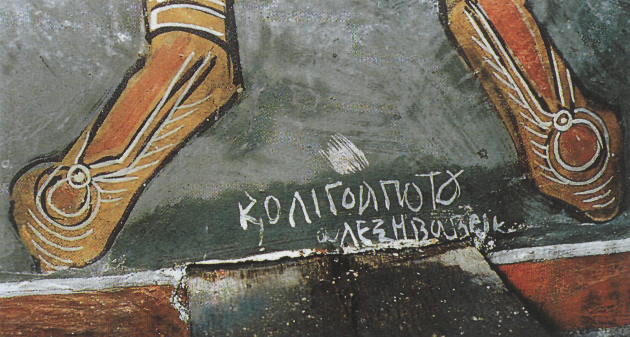
Напис на куполі, що належить авторові

Художники нефа та нового храму невідомі. Проте, у рукописних рисах та іконописному виборі відчувається помітна схожість із «Критською школою», а саме із колом Феофана Стрелітзаса. У 1552 році майстер був на закаті свого життя, уже зрілий, достойний художник, учитель, під керівництвом якого працювала об'єднана художня майстерня. Примітка на куполі нового собору із вказівкою, як має виглядати фігура пророка Даниїла та правка на руці пророка — намальована вдруге, а також маленькі ескізи, що й до сучасності збереглися на зводі купола, вказують на присутність певного вчителя, що скеровував роботи, радив та виправляв. Цією особою міг бути Феофан Стрелітзас Бафа.
За іншою версією, настінні фрески нового Собору Великого Метеора виконав не менш відомий критський художник Джорджі, учень Феофана Стрелітзаса, який створив іконопис Собору монастиря Діонісія на Святому Афоні (1547 р.).
Окрасою нового храму також є різний іконостас із надзвичайним багатством тем. Стара його частина, яка датується 1634—1635 рр., виконана «рукою Іоанна», про що свідчить напис. Все ж більша його частина реставрувалась, доповнювалась багаторазово і усталилась лише у 1791 році, як передають два інших написи. Новий іконостас реставрували художники з материка: Костянтин із Лінотопі та Костас із Мецово.

## Будівлі на території монастиря

### Каплиці
На території монастиря також знаходяться 2 менші каплиці:
- Каплиця Поважного Попередника — добудована до південного святилища і поєднана з ним. Каплиця невеликого розміру та має купол. Не було реставровано ще з 18 століття. Насправді, час створення початкової будівлі був набагато давнішим.
- Каплиця Святого Костянтина та Святої Олени — побудована у кількох метрах від Собору, розташована на південному заході. Приміщення також невеликого розміру, побудоване за типом післявізантійського простого королевського із куполом, без настінного іконопису. Купол спирається на чотири імітаційні арки і ззовні багатокутний.

Напис на стіні біля входу сповіщає, що каплицю побудовано у 1789 році, коли ігуменом був Парфеній Орфідіс, на кошт монаха Діонісія та його сина — ієромонаха Захарія, що походили з одного із селищ Коніці.

### Вівтар

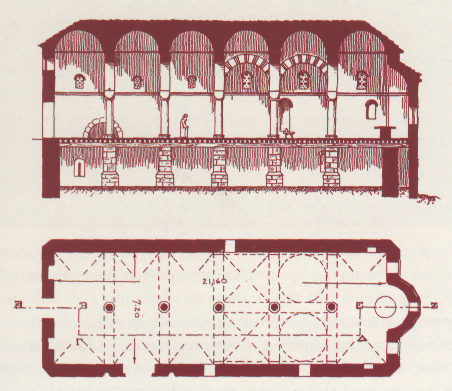
Розріз та креслення старого вівтаря

Вівтар побудований у північній частині храму і є роботою ігумена Симеона. Напис праворуч, над входом, вказує, що вівтар побудовано у серпні 1557 року:
|  | «Зведений з фундамента цей вівтар зусиллями та на внески усіх братів обителі та на кошт ігумена отця Симеона — ієромонаха — у місяці серпні 1557 року.» Оригінальний текст (гр.) ET(OYC) +ΑΝΙΓΕΡΘΗ ΕΚ ΒΑΘΡΩΝ ΘΕMEΛΙΩN/H ΠAPOYCA TRAΠEZA / ΔΙΑ CHNΔPOM(HC) Κ(ΑΙ) KOΠOY CYMEΩN IEPO(MON)AXOY / HΓOYMENEBONTOC KYP CYMEΩN / IEPO(MON)AX(OY) MHN(I) AYΓOYCT(OY)I I ,ΖΞE' (1557). |

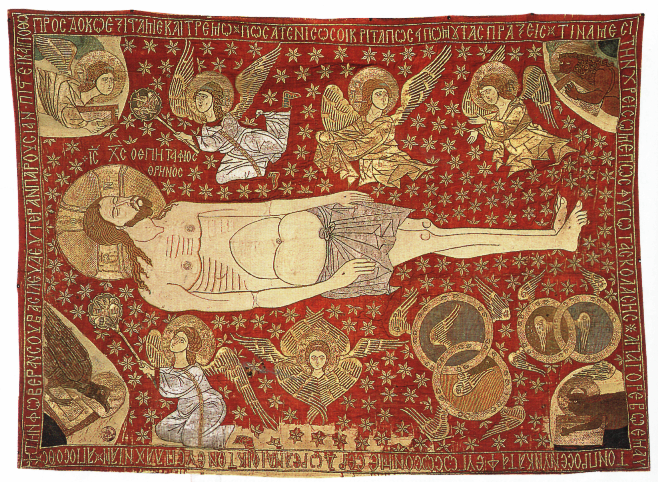
Епітафія «Покійний Христос»

Вівтар являє собою купольне видовжене приміщення завдовжки 35 метрів, яке на східній стороні переходить у склепіння. Всередині вівтар поділено на 2 склепіння, що спираються на 5 колон. Шість видозмінених частин вкриті «човновими» куполами, окрім четвертого, який вкривають два хрестоподібні куполи, та п'ятого — його покривають два напівкуполи. Зовні архітектура вівтаря має такі особливості: багатокутний купол, прикрашений імітаційними абсидами та кераміко-пластичними елементами. У ніші вівтаря зображено Богоматір на троні із малюком серед архангелів.
Під сучасну пору, вівтар перетворено на музей, де експонуються цінні реліквії монастиря: переносні ікони, серед яких виключне місце займають Жалобна Богоматір та Принижений Христос, що датуються кінцем XIV століття. Також виставлено срібний церковний посуд, священні ризи, вишиті золотом епітафії і священні Євангеліє.

### Вогнище
Кухня монастиря та, вогнище побудовані у північній стороні вівтаря. Це прямокутне приміщення великої площі, покрите повністю куполом, що має форму напівкола із малим куполом; через віконце якого виходив дим. Наразі це діючий музей, де представлено давній дерев'яний та глиняний посуд монастиря.

### Лікарня

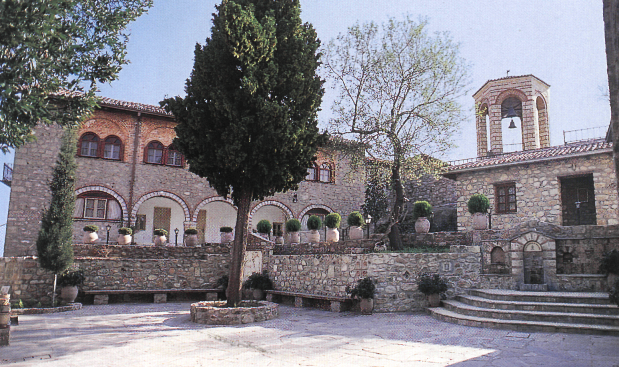
Лікарня монастиря

Лікарня знаходиться перед вівтарем Собору. Велична купольна будівля колись було навіть двоповерховою. Купол спирається на 4 колони, як і лікарня монастиря Варлаама. У лікарні побудовано 9 приміщень, 8 із них вкрито хрестоподібними куполами. Під дахом порога зберігся напис, який свідчить про те, що лікарня та будинок збудований для літніх людей у Великому Метеорі; побудовано на внески, зусиллями та на кошти монахів у липні 1572 року.

## Галерея фресок монастиря

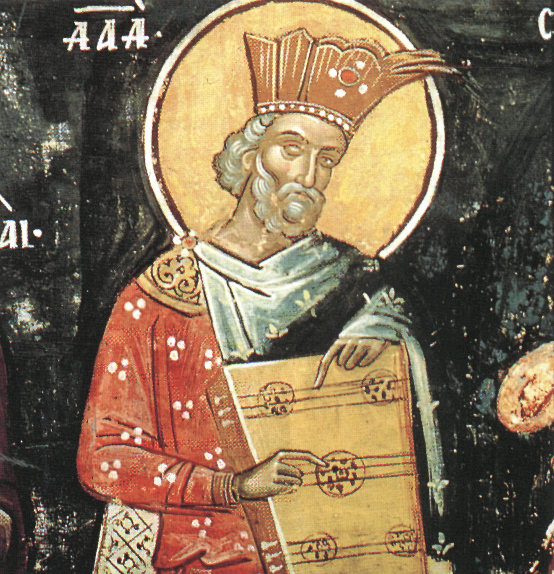
Цар Давид
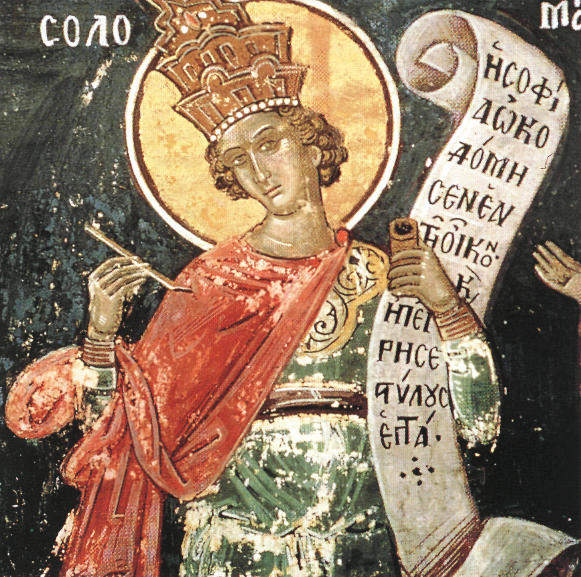
Цар Соломон
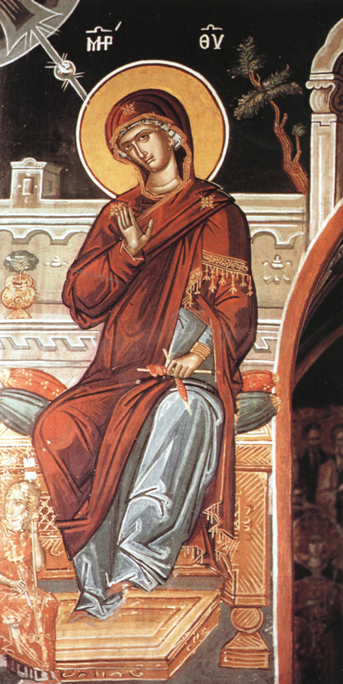
Благовіщення
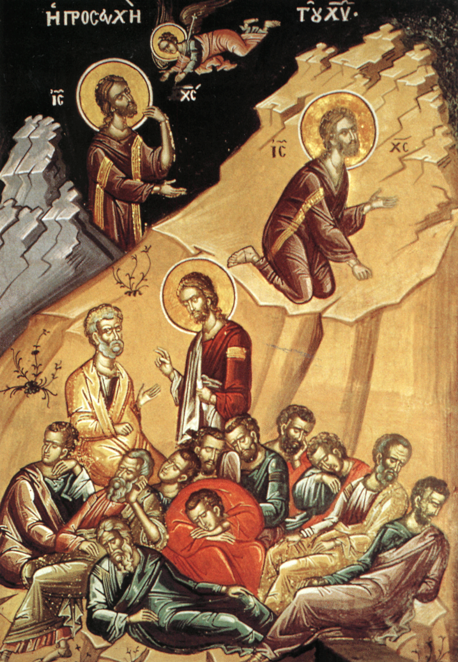
Молитва у саду Гефсиманії
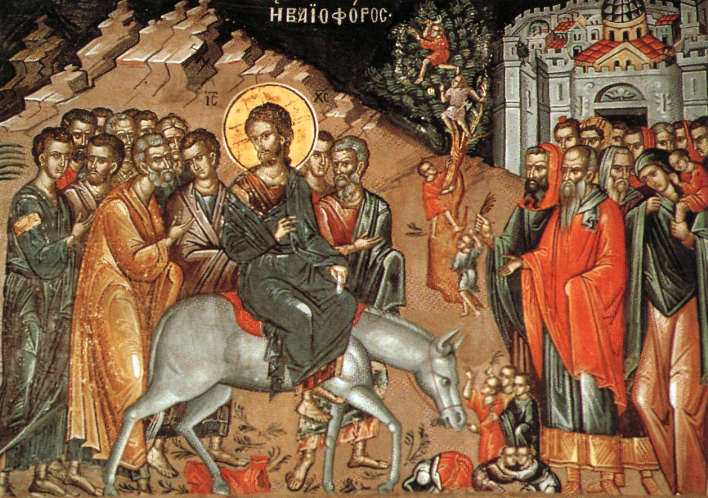
Вербоносець
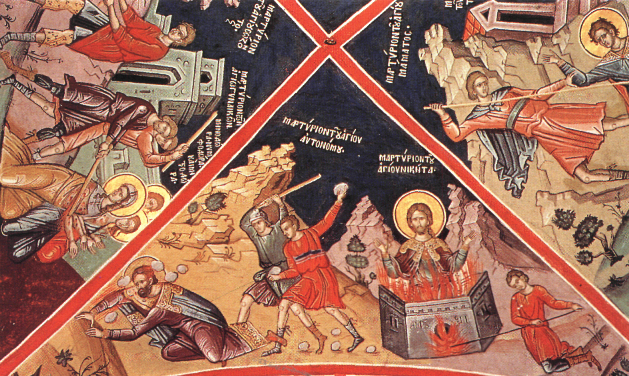
Мучеництво святих Автонома та Микити
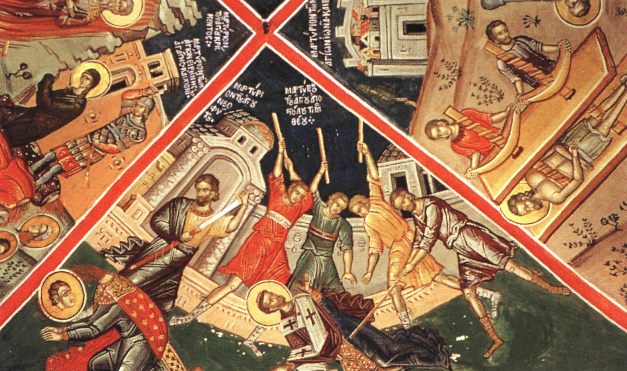
Мучеництво святих Тимофія та Неофіта
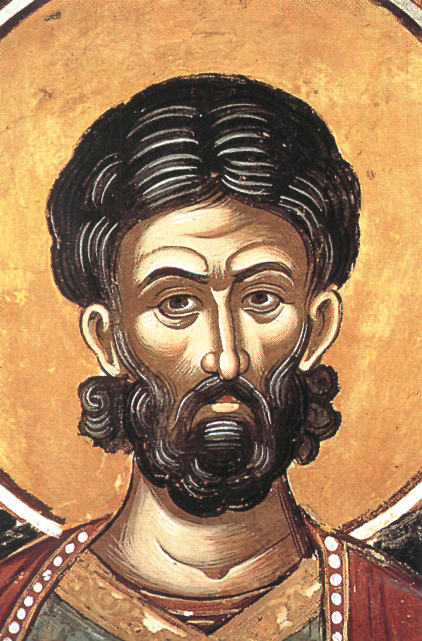
Святий Євстафій